# Delen
Delen  (ucraniano: Делень) es una localidad del Raión de Bolhrad en el Óblast de Odesa de Ucrania. Según el censo de 2024, tiene una población de 2056 habitantes.